# Anomala phimotica
Anomala phimotica är en skalbaggsart som beskrevs av Ohaus 1930. Anomala phimotica ingår i släktet Anomala och familjen Rutelidae. Inga underarter finns listade i Catalogue of Life.